# Serra de Sant Medir
La Serra de Sant Medir és una serra situada entre els municipis de Cerdanyola del Vallès i de Sant Cugat del Vallès a la comarca del Vallès Occidental, els cims més elevats en són el Turó de Sant Adjutori (265m) i el Turó de Sant Medir (354m).